# Victor Otto Stomps-Preis
Der Victor Otto Stomps-Preis der Landeshauptstadt Mainz wird seit 1979 alle zwei Jahre im Andenken an den Verleger, Schriftsteller und Literaturförderer Victor Otto Stomps verliehen. Mit diesem Preis werden Qualität und persönliches Engagement im Bereich der Kleinverlagsszene honoriert.

## Preisträger

### 1979 bis 1985
1. 1979: Rainer Verlag, Rainer Pretzell, Berlin
2. 1981: Galerie Patio Verlag, Neu Isenburg
3. 1983: Zeitschrift Heft, Schaffhausen
4. 1985: „Edition Dieter Wagner“, Berlin

### 1987 bis 2007: Buch- und Zeitschriftenpreis
Seit 1987 werden zwei Preise (für den Bereich Buch und für den Bereich Zeitschrift) vergeben. Der Preis war bis 2007 mit zweimal 2.500 Euro dotiert.
| Jahr | Buch                                                                            | Zeitschrift                                                   |
| ---- | ------------------------------------------------------------------------------- | ------------------------------------------------------------- |
| 1987 | Edition Fundamental, Köln                                                       | Dire                                                          |
| 1989 | Edition Flugblatt-Presse, Lahnstein                                             | Plages, Boulogne                                              |
| 1991 | Schierlingspresse, Cuevas del Almanzora, Provinz Almería                        | Entwerter/Oder, Berlin                                        |
| 1993 | Herbst Presse, Wien                                                             | Freibord, Wien                                                |
| 1995 | Herbst-Presse, Buchetbühl                                                       | Pips, Köln                                                    |
| 1997 | Edition Thanhäuser, Ottensheim                                                  | Das Gedicht. Zeitschrift für Lyrik, Essay und Kritik, Weßling |
| 1999 | Edition Hertenstein, Pforzheim und Edition Mariannenpresse, Berlin              | –                                                             |
| 2001 | Edition Atelier Bodoni, Frauenfeld                                              | miniature obscure, Halle                                      |
| 2003 | Edition Dschamp, Berlin                                                         | Wespennest, Wien                                              |
| 2005 | Werkstatt Rixdorfer Drucke                                                      | Künstlergruppe Herzattacke, Berlin                            |
| 2007 | Kunsthaus Hinter den Zäunen, Schöneck (für Jürgen Wölbing und Susanne Melchert) | plumbum, Leipzig                                              |

### Seit 2009: Haupt- und Förderpreis
Seit 2009 vergibt die Stadt Mainz einen Hauptpreis (dotiert mit 3.500 Euro) und einen Förderpreis (dotiert mit 1.500 Euro). Einmalig (zum Jubiläum 25x MMPM im 50. Jahr) wurde 2019 ein Jurylieblings-Preis vergeben. Die Preise werden im Rahmen der Eröffnung der Mainzer Minipressen-Messe verliehen.
| Jahr | Hauptpreis                                                                 | Förderpreis                                                    | Jurylieblings-Preis                                         |
| ---- | -------------------------------------------------------------------------- | -------------------------------------------------------------- | ----------------------------------------------------------- |
| 2009 | Corvinus Presse, Berlin                                                    | Buchmacherey Heinrich Helserdeich, Helse                       |                                                             |
| 2011 | Edition Thurnhof, Horn                                                     | SuKuLTuR, Berlin                                               |                                                             |
| 2013 | Katzengraben-Presse, Christian Ewald, Berlin-Köpenick                      | SchwarzHandPresse, Ursula und Theo Hurter, Flaach              |                                                             |
| 2015 | Sonnenberg-Presse, Andrea Lange, Birgit Reichert, Bettina Haller, Chemnitz | Jaja Verlag, Annette Köhn, Berlin                              |                                                             |
| 2017 | Svato Verlag, Svato Zapletal, Hamburg                                      | Kollektiv Tod Verlag, Gisa Schraml und Frédéric Guille, Berlin |                                                             |
| 2019 | Friedenauer Presse, Berlin-Friedenau                                       | Otto Dettmer                                                   | Peter Zaumseil (Dreier Press)                               |
| 2023 | rotopol Verlag, Rita Fürstenau, Kassel                                     | Cornelius Brändle, Berlin (edition wasser im turm)             | Ehrenpreis: Axel Dielmann, Frankfurt (Axel Dielmann-Verlag) |